# Alpes sarentines
Les Alpes sarentines ou Alpes de Sarntal (italien : Alpi Sarentine, allemand : Sarntaler Alpen) sont un massif des Alpes orientales centrales. Elles s'élèvent en Italie (province de Bolzano), entre les rives de l'Adige et de l'Isarco. Une autre vallée, la vallée de Sarentino ou Sarntal, qui s'écoule au cœur du massif vers le sud, lui donne son nom.
Elles appartiennent aux Alpes atésines.
La Punta Cervina est le point culminant du massif.

## Géographie

### Situation
Le massif est entouré des Alpes de Stubai au nord, des Alpes de Zillertal au nord-est, des Dolomites au sud-est, des Alpes de Fiemme au sud, du massif de Non au sud-ouest, du massif de l'Ortles et des Alpes de l'Ötztal à l'ouest.

### Sommets principaux

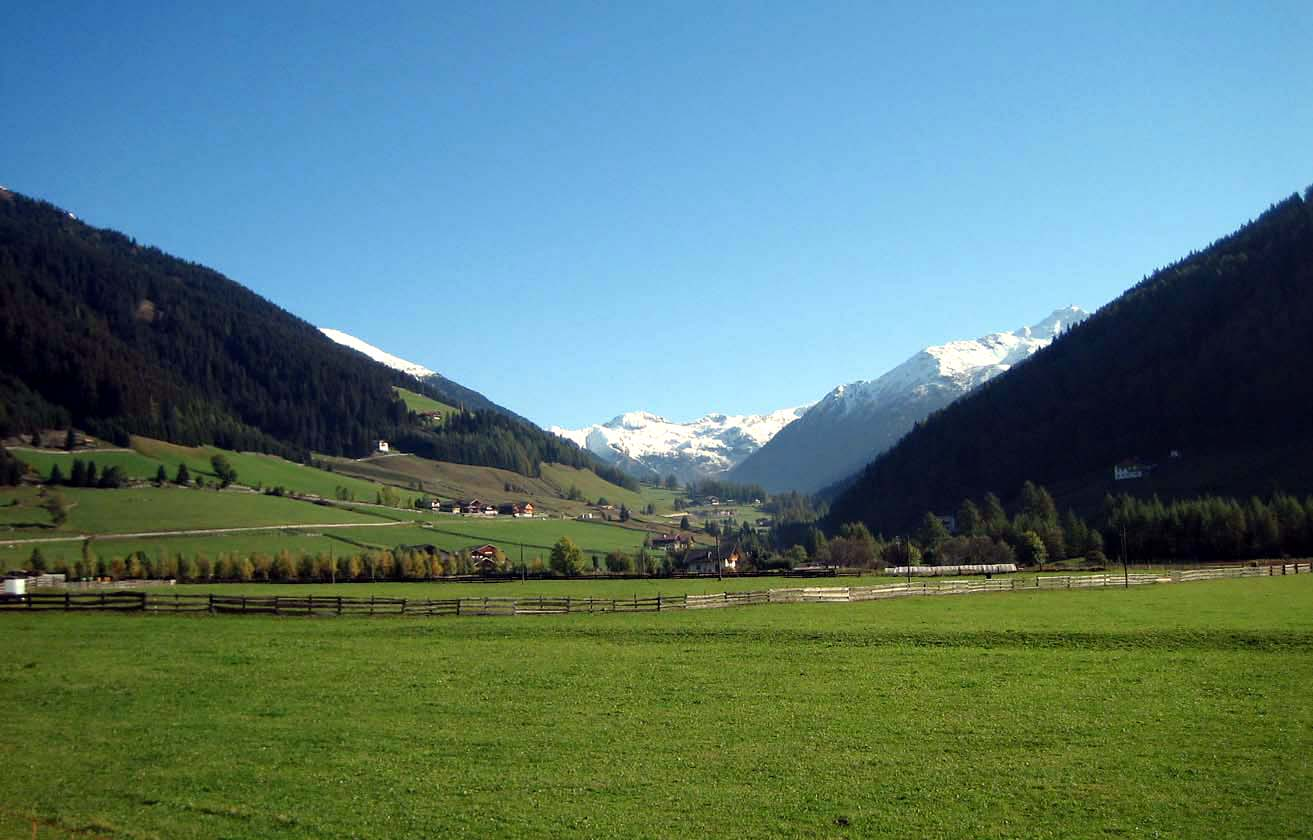
Paysage des Alpes de Sarntal.

- Punta Cervina, 2 781 m
- Cima San Giacomo, 2 742 m
- Corno di Tramin, 2 708 m
- Corno Bianco, 2 705 m
- Cima San Cassiano, 2 581 m
- Picco Ivigna, 2 581 m
- Monte Villandro, 2 509 m
- Monte Pascolo, 2 436 m
- Corno del Renon, 2 260 m

## Géologie
Les Alpes de Sarntal sont constituées principalement de granite et de quartz.

## Activités

### Stations de sports d'hiver
- Bolzano
- Mérano
- Postal
- Renon
- San Martino in Passiria
- Scena
- Terlano